# Риноманометрія
Риноманометрія — вид манометрії, що використовується для дослідження носової порожнини. Це стандартна діагностична процедура, яка дозволяє об'єктивно оцінити дихальну функцію носа. Процедура полягає в вимірюванні тиску та об'єму повітря упродовж вдиху та видиху.
Риноманометрія проводиться з використанням спеціального приладу — риноманометру.